# Epomia

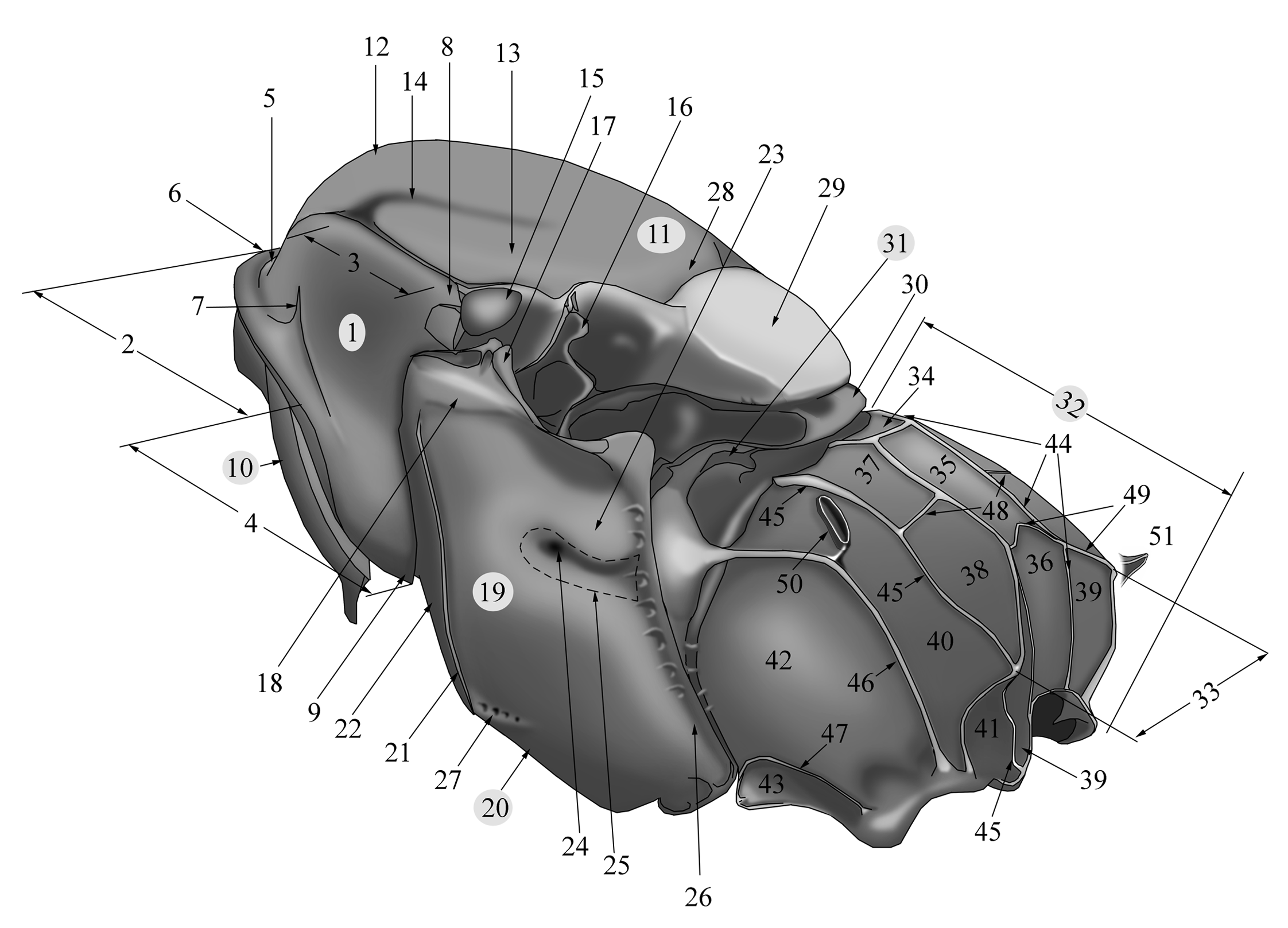
Tułów gąsienicznika. 1: przedplecze, 2: okolica szyjna (kołnierz, collare), 3: listewka przedplecza, 4: podstawa przedplecza, 5: bruzda poprzeczna przedplecza, 6: przednia krawędź przedplecza, 7: epomia, 8: tylny kąt przedplecza, 9: dolny kąt przedplecza, 10: propleura

Epomia, epomium (łac. l.mn. epomiae) – element oskórka występujący na przedtułowiu owadów z rzędu błonkówek.
Struktura ta zwykle ma postać pasmowatego sklerytu, listewki, żeberka lub wyrostka (łac. carina epomialis, crista epomialis, plica propleuralis) na boku przedplecza, w pobliżu przedniej krawędzi propleury. Najczęściej ma przebieg ukośny, od grzbietowo-bocznego rogu przedplecza do okolicy przedniego biodra, krzyżujący się z bruzdą poprzeczną, ale może też być pozioma lub pionowa. Bywa mylona z właściwą krawędzią boczną przedplecza. Epomia bywa także definiowana jako krawędź bruzdy propleuralnej, w której to chowa się w spoczynku przednie udo.